# Filingué
Filingué (auch: Fillingué) ist eine Stadtgemeinde und der Hauptort des gleichnamigen Departements Filingué in Niger.

## Geographie

### Lage und Gliederung

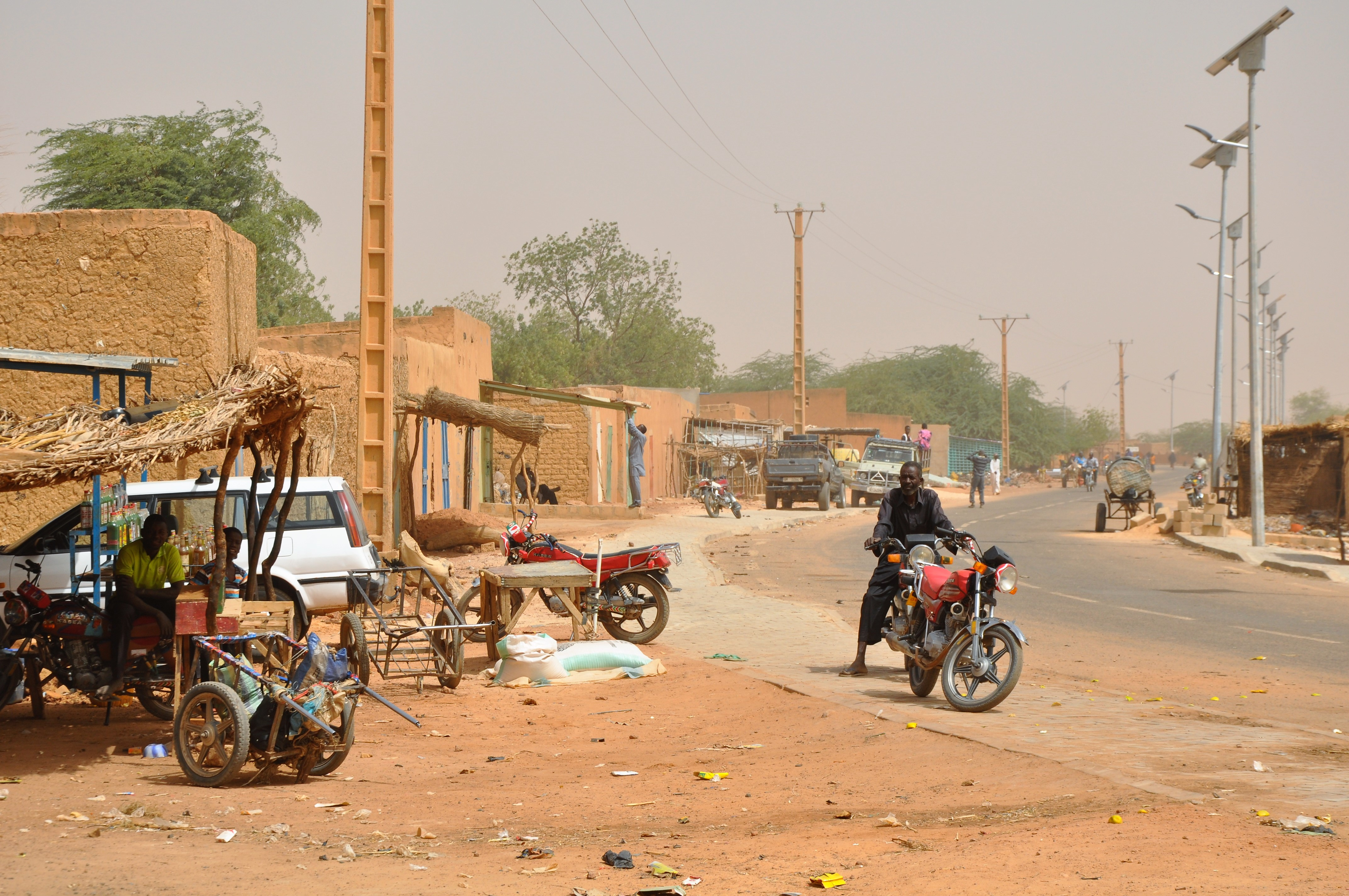
Die Hauptstraße von Filingué (2019)

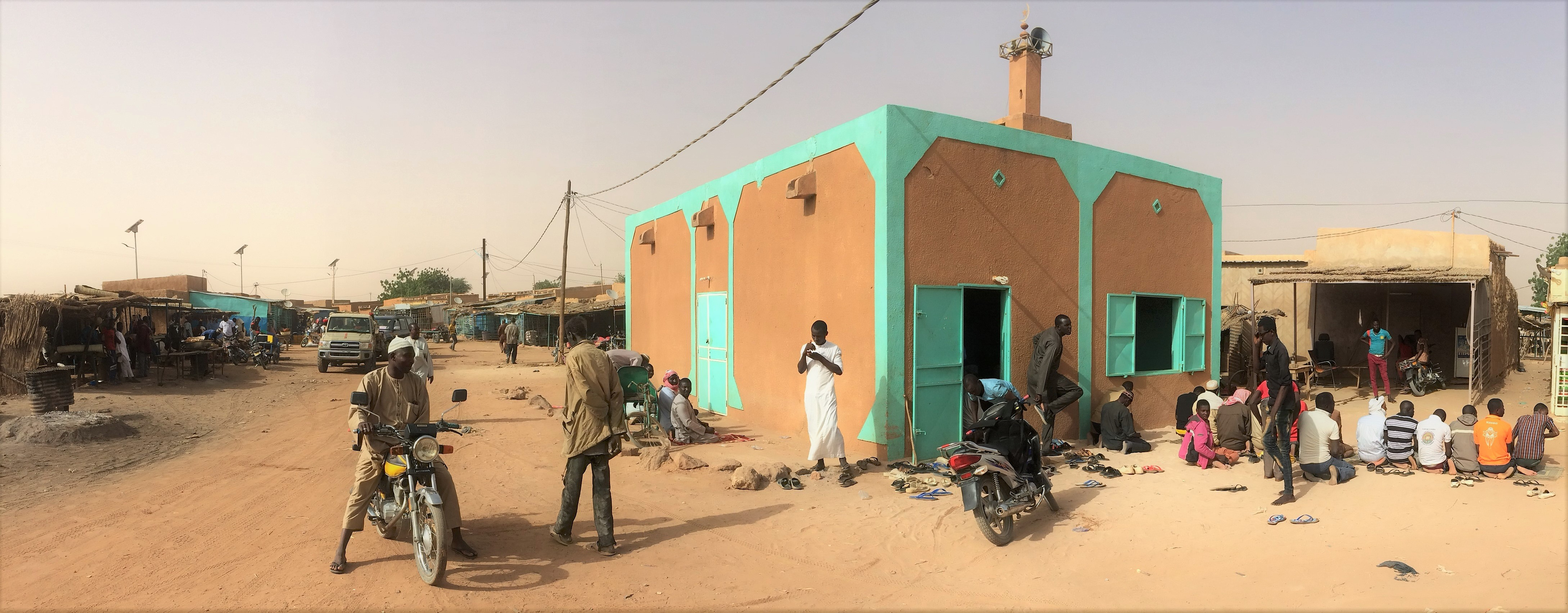
Straßenszene bei einer kleinen Moschee in Filingué (2019)

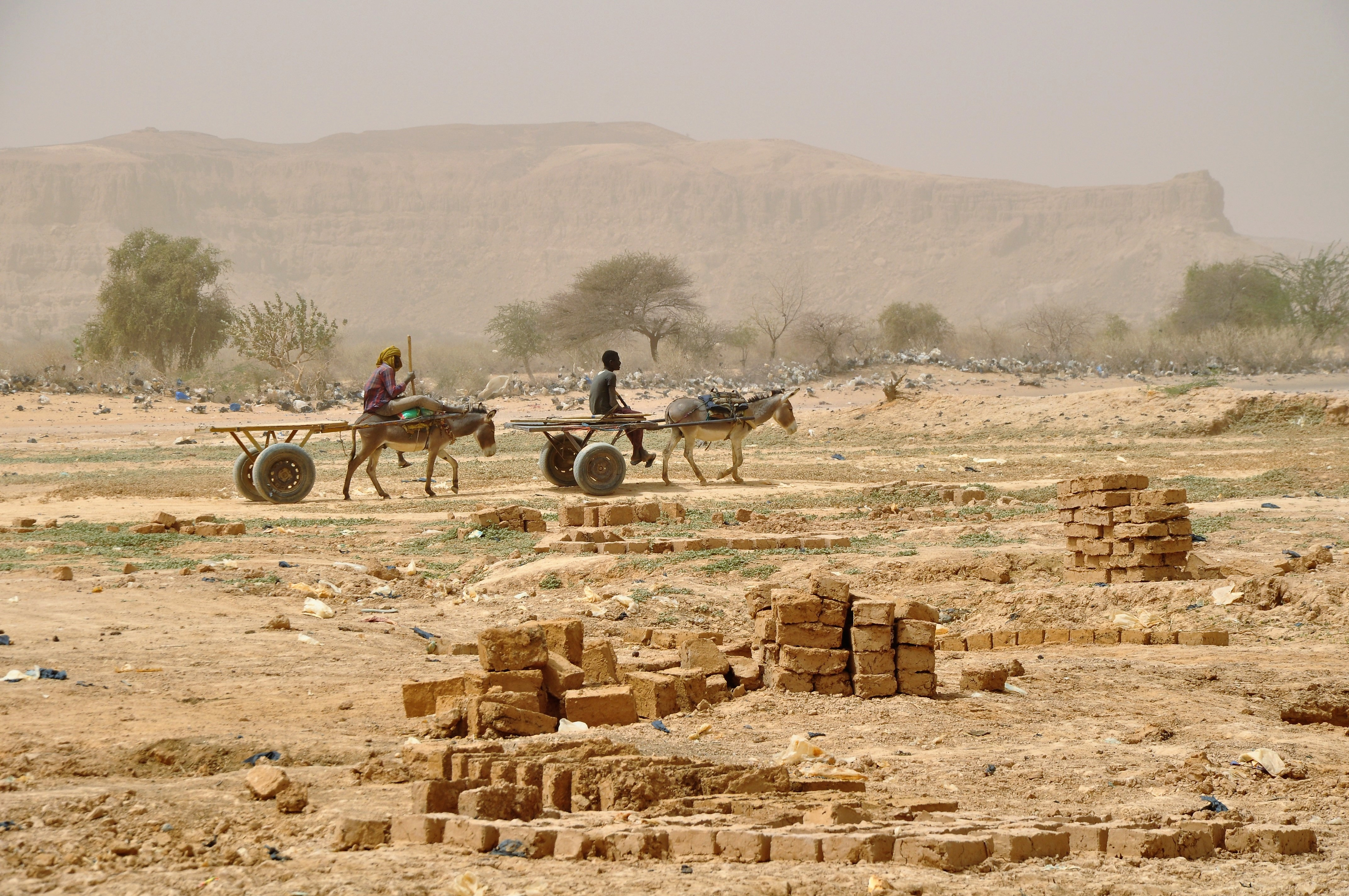
Eselskarren am Rand des Stadtzentrums von Filingué (2019)

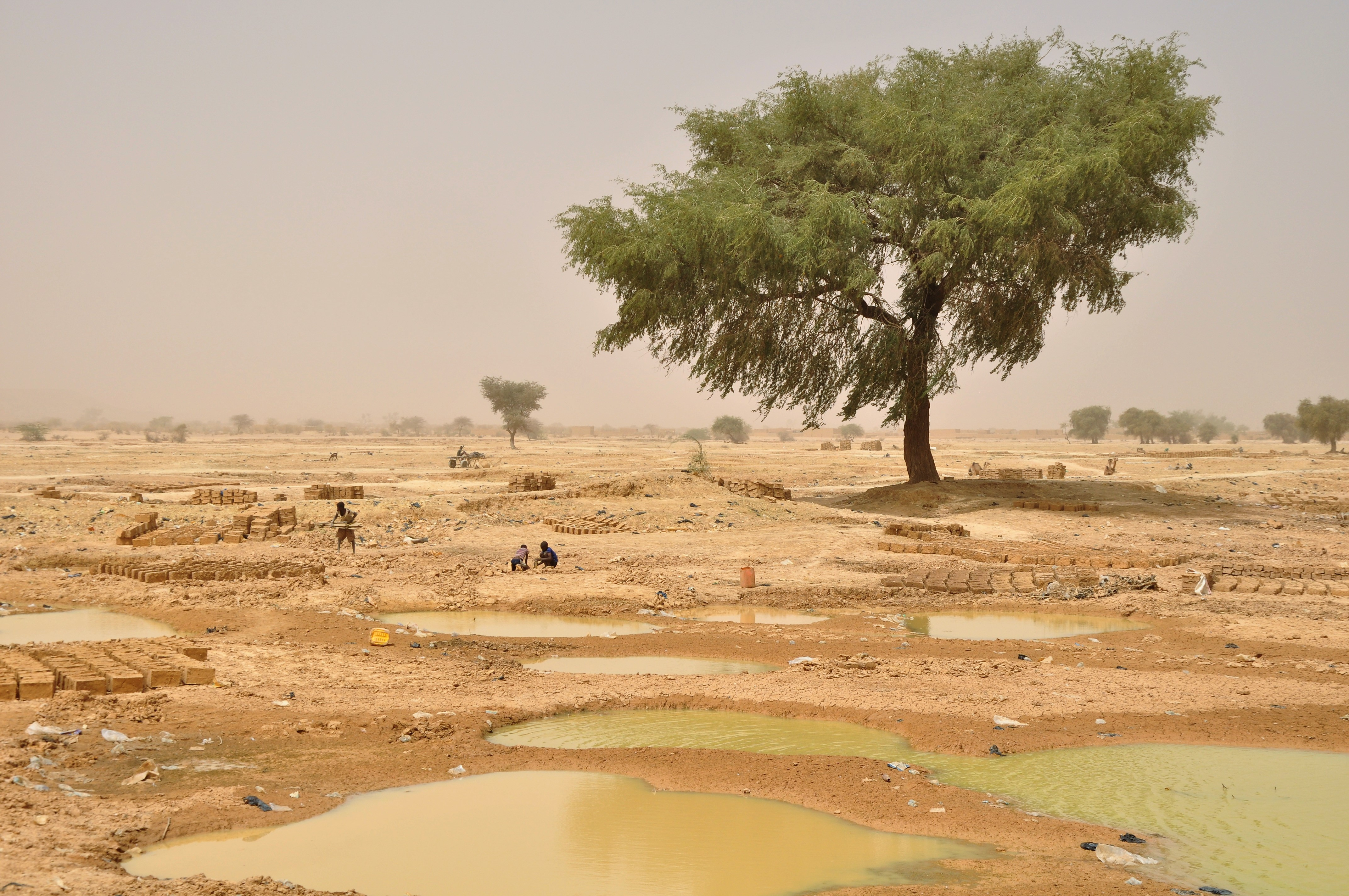
Landschaft im Gemeindegebiet von Filingué (2019)

Die südlichen zwei Drittel der Stadtgemeinde Filingué werden zum Sahel gerechnet, während das nördliche Drittel Teil der Übergangszone zwischen Sahel und Sahara ist. Durch die Gemeinde verläuft das Trockental Dallol Bosso. Die Nachbargemeinden von Filingué sind Banibangou im Nordwesten, Abala im Nordosten, Kourfeye Centre im Osten, Imanan im Südosten, Tondikandia im Südwesten und Dingazi im Westen.
Die Gemeinde Filingué besteht aus einem urbanen und einem ländlichen Gemeindegebiet. Das urbane Gemeindegebiet ist in 23 Stadtviertel gegliedert. Diese heißen Angoual Kara, Awala, Béri Béri / Makani Béri Béri, Carré, Darayawa, Garin Doli Est, Garin Doli Ouest, Garka, Gourzoulawa, Hôpital de District, Konnawa, Kris-Kris, Krouk, Makani Baré Bari, Makani Darayawa, Makani Souleymane, Quartier Administratif, Quartier Haoussawa, Quartier Sandawa, Tarwey, Toudou Arawa, Toudou Darayawa und Wanagar. Bei den Siedlungen im ländlichen Gemeindegebiet handelt es sich um 69 Dörfer, 93 Weiler und 4 Lager.

### Klima
In Filingué herrscht trockenes Wüstenklima vor. Die Niederschlagsmessstation im Stadtzentrum liegt auf 300 m Höhe und wurde 1931 in Betrieb genommen.
|                        | Jan  | Feb  | Mär  | Apr  | Mai  | Jun  | Jul  | Aug  | Sep  | Okt  | Nov  | Dez  |   |      |
| Mittl. Temperatur (°C) | 22,7 | 25,7 | 29,4 | 32,8 | 34,2 | 33,2 | 30,7 | 28,6 | 30,5 | 30,7 | 27,2 | 23,6 | ⌀ | 29,1 |
| Mittl. Tagesmax. (°C)  | 30,9 | 34,3 | 38,2 | 40,7 | 40,8 | 39,1 | 35,9 | 33,2 | 36,1 | 37,6 | 35,5 | 31,8 | ⌀ | 36,2 |
| Mittl. Tagesmin. (°C)  | 15,2 | 17,5 | 20,4 | 23,9 | 27,3 | 27,5 | 25,9 | 24,6 | 25,3 | 23,4 | 18,8 | 16,0 | ⌀ | 22,2 |
|                        |      |      |      |      |      |      |      |      |      |      |      |      |   |      |
| Niederschlag (mm)      | 0    | 0    | 0    | 1    | 7    | 15   | 52   | 103  | 28   | 5    | 0    | 0    | Σ | 211  |
|                        |      |      |      |      |      |      |      |      |      |      |      |      |   |      |
| Sonnenstunden (h/d)    | 10,2 | 10,5 | 10,8 | 11,2 | 11,5 | 11,5 | 10,8 | 9,5  | 10,5 | 10,6 | 10,3 | 10,2 | ⌀ | 10,6 |
|                        |      |      |      |      |      |      |      |      |      |      |      |      |   |      |
| Regentage (d)          | 0    | 0    | 0    | 0    | 1    | 2    | 6    | 8    | 4    | 1    | 0    | 0    | Σ | 22   |
|                        |      |      |      |      |      |      |      |      |      |      |      |      |   |      |
| Luftfeuchtigkeit (%)   | 15   | 12   | 10   | 15   | 27   | 40   | 54   | 66   | 54   | 32   | 19   | 17   | ⌀ | 30,2 |

| 15,2 |

| 17,5 |

| 20,4 |

| 23,9 |

| 27,3 |

| 27,5 |

| 25,9 |

| 24,6 |

| 25,3 |

| 23,4 |

| 18,8 |

| 16,0 |

| 15,2 |

| 17,5 |

| 20,4 |

| 23,9 |

| 27,3 |

| 27,5 |

| 25,9 |

| 24,6 |

| 25,3 |

| 23,4 |

| 18,8 |

| 16,0 |

| N i e d e r s c h l a g | 0   | 0   | 0   | 1   | 7   | 15  | 52  | 103 | 28  | 5   | 0   | 0   |
|                         | Jan | Feb | Mär | Apr | Mai | Jun | Jul | Aug | Sep | Okt | Nov | Dez |

### Natur
Beim Stadtzentrum von Filingué beginnt eine etwa 70.000 Hektar großen Important Bird Area, die unter der Bezeichnung Dallol Boboye den mittleren Abschnitt des Dallol Bosso bis circa 15 Kilometer südlich von Balleyara umfasst.

## Geschichte

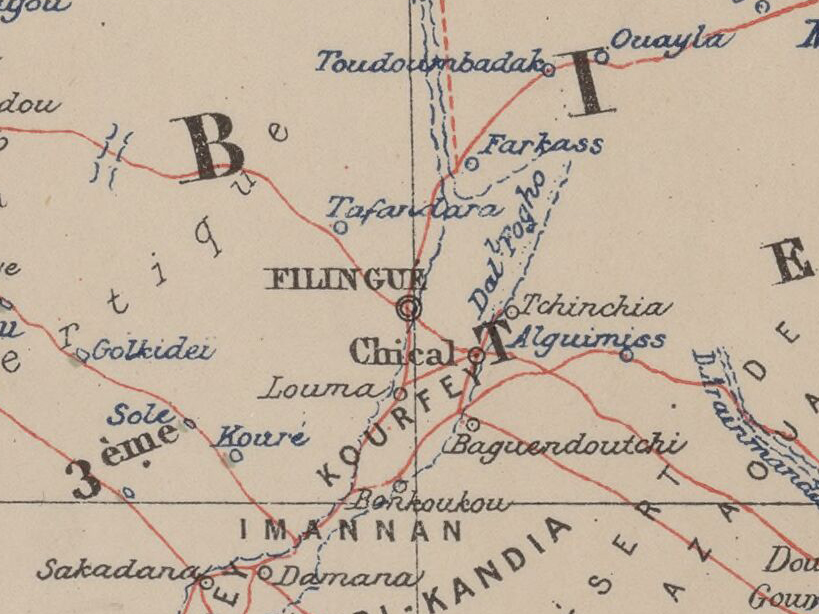
Ausschnitt einer Karte von 1903 mit Filingué im Zentrum

Die Siedlung Filingué wurde wie ihr heutiger Vorort Tounfalis in der zweiten Hälfte des 19. Jahrhunderts gegründet. Beide Orte befanden sich zunächst am Fuß einer Felswand am Rand des Dallol Bosso, die für ihre Verteidigung Vorteile boten. Die Gegend war eine Grenzregion zwischen der nomadischen Bevölkerung im Norden, die regelmäßig auf Raubzüge in den Dörfern ging, und der sesshaften Bevölkerung im Süden.
Im Zuge der militärischen Besetzung der späteren Nigerkolonie richteten die Franzosen 1901 einen Militärposten in Filingué ein. In der Kolonialzeit war Filingué der Hauptort des Kreises Haut-Dallol Bosso. Während der Hungersnot Ize-Neere, die von 1900 bis 1903 dauerte, wurden Tounfalis und Filingué mehr in die Mitte des Dallol Bosso versetzt, der zuvor noch von dichter und unwirtlicher Vegetation geprägt gewesen war. Von den ursprüngliche Standorten der Siedlungen sind keine Reste erhalten. Die 364 Kilometer lange Piste für Reiter zwischen Dogondoutchi und Niamey, die durch Filingué führte, galt in den 1920er Jahren als einer der Hauptverkehrswege in der damaligen französischen Kolonie Niger. Das französische Übersee-Forschungsinstitut Office de la Recherche Scientifique et Technique Outre-Mer (ORSTOM) betrieb in Filingué eine geomagnetische Station, die zu einem Netzwerk von mehreren hundert ORSTOM-Stationen in Westafrika gehörte, an denen in den 1950er Jahren geomagnetische Messungen vorgenommen wurden.
Bis 1972 hatten in Niger nur die Großstädte Niamey, Maradi, Tahoua und Zinder den Status einer eigenständigen Gemeinde. In diesem Jahr wurde Filingué zeitgleich mit sechs weiteren nigrischen Orten zur Gemeinde erhoben. Im Dürrejahr 1973 zogen Fulbe-Viehzüchter aus Banibangou und dem Nachbarland Mali sowie Iklan-Viehzüchter aus Talcho in die Stadt. Im Dürrejahr 1984 bot Filingué Viehzüchtern unter anderem aus Iskimit und Mali Zuflucht. Bei einem Terrorangriff wurden 2024 beim Dorf Touloun Damissa sechs Soldaten der Streitkräfte Nigers getötet.

## Bevölkerung

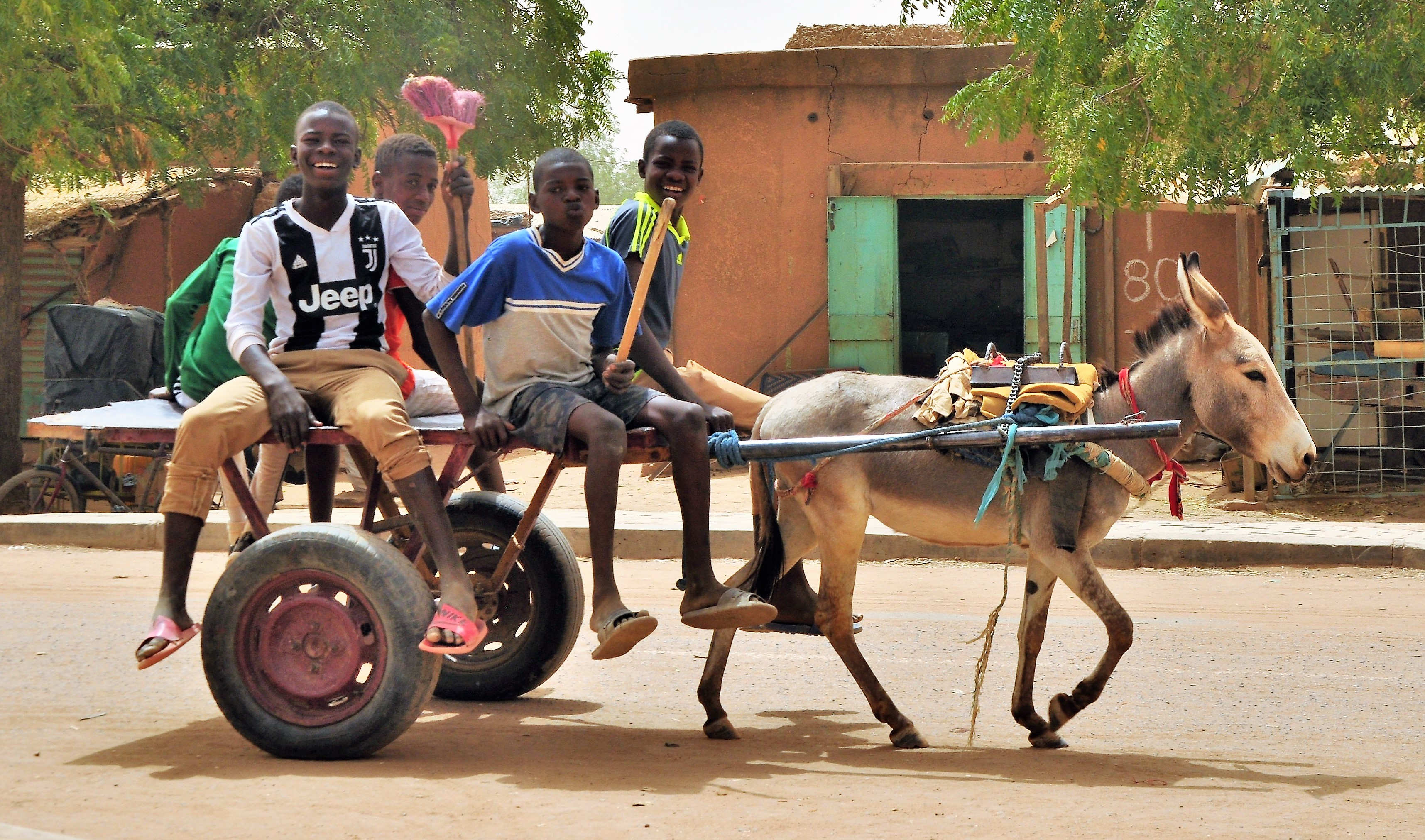
Buben auf einem Eselskarren in Filingué (2019)

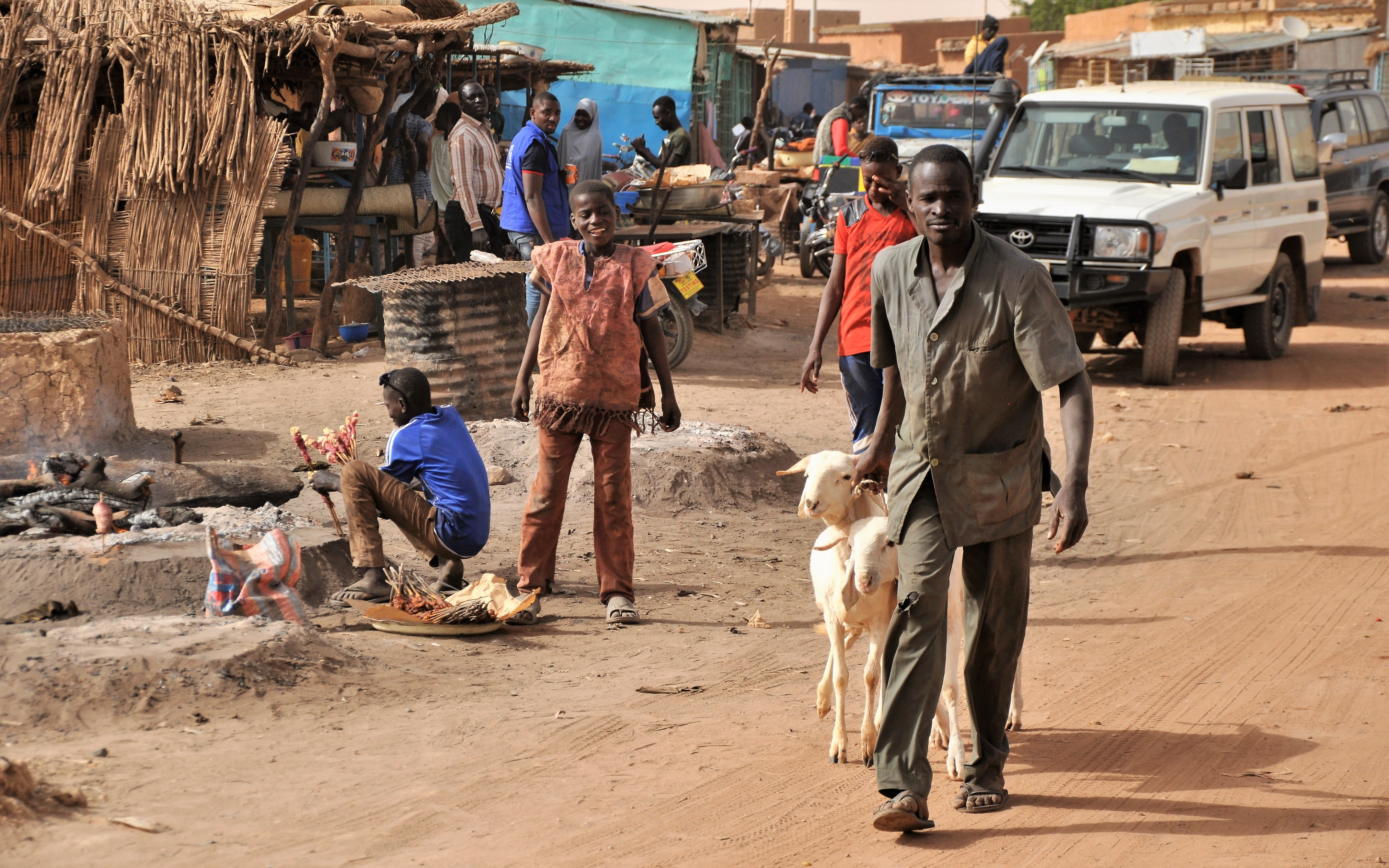
Straßenszene in Filingué (2019)

Bei der Volkszählung 2012 hatte die Stadtgemeinde 92.097 Einwohner, die in 13.186 Haushalten lebten. Bei der Volkszählung 2001 betrug die Einwohnerzahl 52.401 in 7071 Haushalten.
Das urbane Gemeindegebiet hatte bei der Volkszählung 2012 12.590 Einwohner in 1920 Haushalten, bei der Volkszählung 2001 11.661 in 1667 Haushalten und bei der Volkszählung 1988 9202 in 1328 Haushalten. Bei der Volkszählung 1977 waren es 6311 Einwohner.
In ethnischer Hinsicht ist die Gemeinde ein Siedlungsgebiet von Kurfeyawa, Arawa, Fulbe und Tuareg.

## Politik und Justiz
Der Gemeinderat (conseil municipal) hat 22 gewählte Mitglieder. Mit den Kommunalwahlen 2020 sind die Sitze im Gemeinderat wie folgt verteilt: 8 PNDS-Tarayya, 5 MPR-Jamhuriya, 2 RDP-Jama’a, 2 RPP-Farilla, 1 MJDD-Intchi, 1 MNSD-Nassara, 1 MPN-Kiishin Kassa, 1 PDP-Daraja und 1 RDR-Tchanji.
Jeweils ein traditioneller Ortsvorsteher (chef traditionnel) steht an der Spitze von 58 Dörfern im ländlichen Gemeindegebiet.
Die Stadt ist der Sitz eines Tribunal d’Instance, eines der landesweit 30 Zivilgerichte, die unterhalb der zehn Zivilgerichte der ersten Instanz (Tribunal de Grande Instance) stehen. Die Haftanstalt Filingué hat eine Aufnahmekapazität von 300 Insassen.

## Kultur und Sehenswürdigkeiten
Im Dorf Gao Sabon Gari steht eine von 1984 bis 1986 in traditioneller Lehmbauweise errichtete Freitagsmoschee.

## Wirtschaft und Infrastruktur

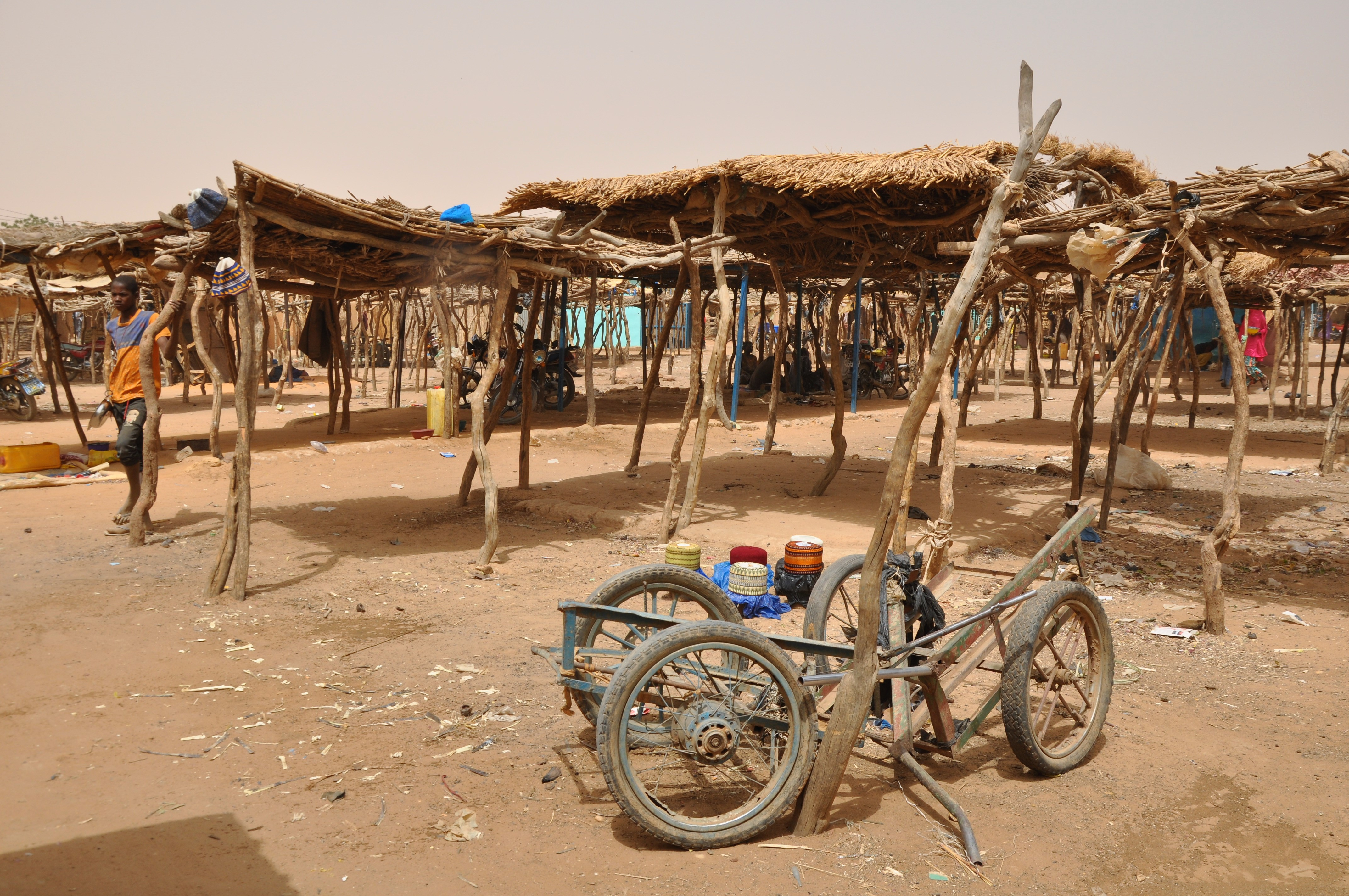
Marktgelände in Filingué an einem Nicht-Markttag (2019)

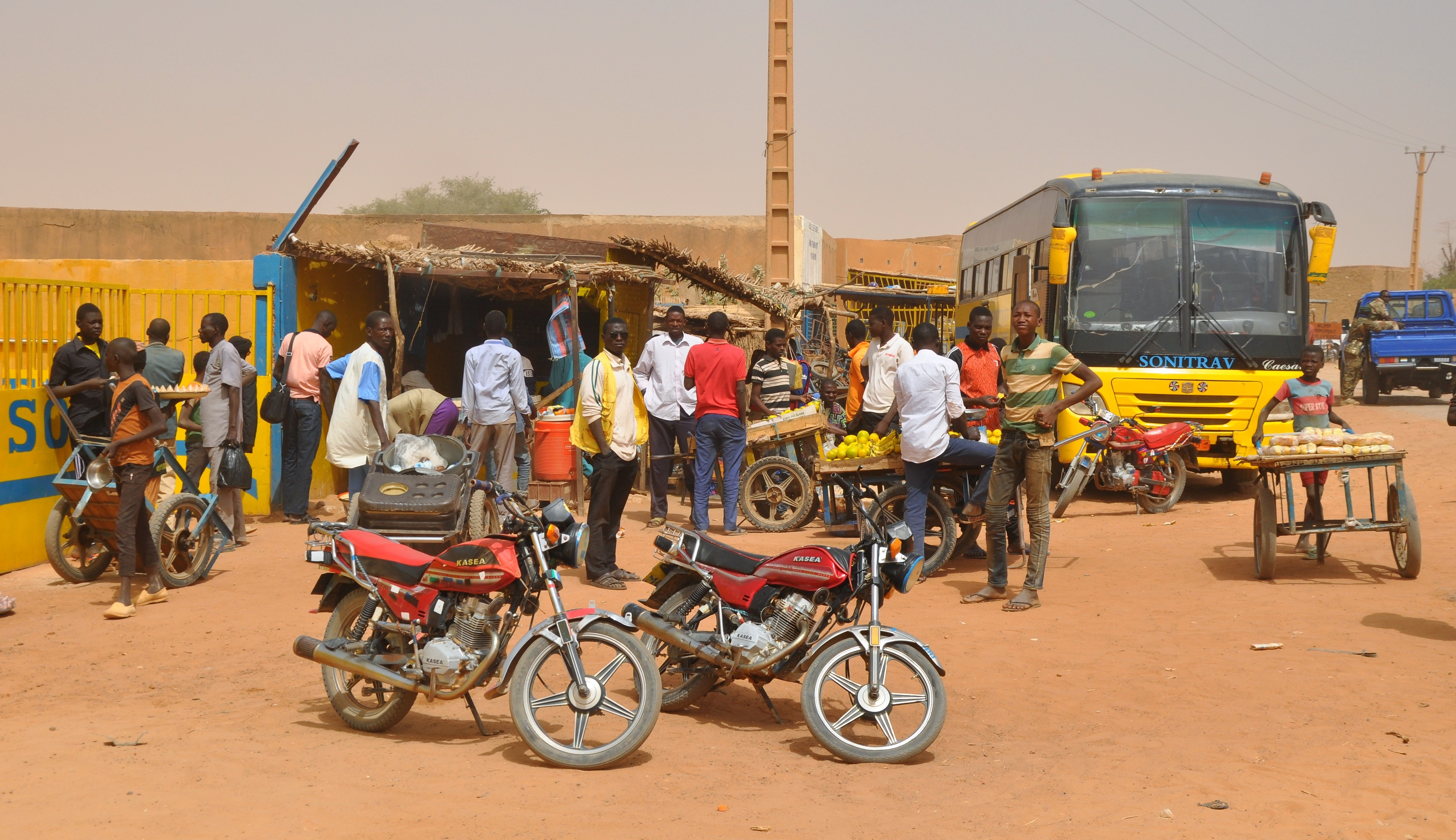
Eine Bushaltestelle in Filingué (2019)

Die Stadt liegt in einer Zone, in der Agropastoralismus betrieben wird. Der große Markt von Filingué wird vor allem von Viehhirten und Hirsebauern genutzt, Angehörigen der Volksgruppen der Fulbe und Tuareg. Wichtige Handelsgüter sind Augenbohnen und Getreide. Das staatliche Versorgungszentrum für landwirtschaftliche Betriebsmittel und Materialien (CAIMA) unterhält eine Verkaufsstelle in der Stadt. In Filingué befindet sich eine Beobachtungsstation des Centre National de Lutte Antiacridienne (CNLA), einer dem Landwirtschaftsministerium unterstehenden Einrichtung zur Bekämpfung der Wüstenheuschrecke. Die 4474 Hektar große staatliche Viehzuchtstation im Dorf Toukounous ist auf Zebus spezialisiert.
Die Bewohner der Stadt haben mit mangelhafter Ernährung, fehlendem Zugang zu Trinkwasser und Problemen mit der Wasserableitung in Regenzeiten zu kämpfen.
Im Stadtzentrum gibt es ein Distriktkrankenhaus und ein Gesundheitszentrum des Typs Centre de Santé Intégré (CSI). Weitere Gesundheitszentren des Typs sind in den ländlichen Siedlungen Bakin Toullou, Gao Tsohon Gari, Louma, Talcho und Toukounous vorhanden, wobei jene im Stadtzentrum, in Gao Tsohon Gari und in Louma jeweils über ein eigenes Labor und eine Entbindungsstation verfügen.
Allgemein bildende Schulen der Sekundarstufe sind der CEG 1 Filingué, der CEG FA Filingué und der LEG Filingué sowie der CEG Louma im Dorf Louma und der CEG Toukounous im Dorf Toukounous. Das Kürzel CEG steht dabei für Collège d’Enseignement Général und das Kürzel LEG für Lycée d’Enseignement Général. Als CEG FA wird ein Collège d’Enseignement Général des Typs Franco-Arabe bezeichnet, das einen Schwerpunkt auf die arabische zusätzlich zur französischen Sprache aufweisen. Beim Collège d’Enseignement Technique de Filingué (CET Filingué) handelt es sich um eine technische Fachschule. Das Berufsausbildungszentrum Centre de Formation aux Métiers de Filingué (CFM Filingué) bietet Lehrgänge in familiärer Wirtschaft und Tischlerei an.
Durch Filingué verläuft die 868 Kilometer lange Nationalstraße 25 zwischen den Städten Niamey und Agadez. Von der Nationalstraße 25 zweigen im Gemeindegebiet mehrere andere wichtige Straßen ab: im Stadtzentrum die 233,5 Kilometer lange Nationalstraße 33 nach Tillabéri, die 62,3 Kilometer lange Landstraße RR6-004 nach Bonkoukou und die 16,4 Kilometer lange Route 661 nach Bakin Toullou sowie im Dorf Talcho die 130 Kilometer lange Route 619 nach Tébaram und im Dorf Kania die 15,6 lange Route 663 nach Shett.

## Partnerstadt
- Athis-Mons in Frankreich (seit 1990)[32]

## Persönlichkeiten
- Moussa Bayéré (1939–1976), Offizier und Politiker
- Mariama Cissé (* 1962), Richterin und Frauenrechtlerin
- Chaïbou Dan Inna (* 1952), Theaterwissenschaftler, Dramatiker und Politiker
- Boubé Gado (1944–2015), Historiker und Politiker
- Léopold Kaziendé (1910–1999), Politiker, Schuldirektor in Filingué
- Aboubakari Kio Koudizé (* 1959), Journalist und Autor
- Adamou Mayaki (1919–2003), Politiker und Diplomat
- Dogo Mayaki (* 1953), Schriftsteller